# Méthode de Berlincourt
La méthode de Berlincourt, nommée d'après le physicien Don Berlincourt, est une méthode de mesure directe du coefficient piézoélectrique d'un matériau. La méthode utilise l'effet piézoélectrique direct : elle consiste à mesurer la charge accumulée sur les faces de l'échantillon sous l'effet d'une pression appliquée. 
La mesure étant réalisée à basse fréquence, la méthode de Berlincourt est qualifiée de quasi statique. Contrairement à d'autres techniques, elle permet d'obtenir le signe du coefficient piézoélectrique. De plus, la mesure du déphasage entre la contrainte appliquée et la charge permet de remonter à sa partie imaginaire.
La méthode de Berlincourt est rapide, facile à mettre en œuvre et relativement peu onéreuse. Divers appareils sont disponibles dans le commerce. Les modèles les plus élaborés permettent d'étudier les non-linéarités en faisant varier la fréquence ou l'amplitude de la contrainte appliquée.

## Aspects historiques
Le principe de la méthode a été donné dans l'ouvrage classique Piezoelectric Ceramics par B. Jaffe, W.R. Cook et H. Jaffe (1971). L'appellation « méthode de Berlincourt » fait référence au physicien Don Berlincourt qui a travaillé au développement d'un des premiers appareils commerciaux au sein de l'entreprise Channel Products. L'appareil en lui-même est nommé en anglais {\displaystyle d_{33}}-meter ou piezometer (à ne pas confondre avec le piézomètre qui mesure la pression des liquides).

## Aspects théoriques
La piézoélectricité est la propriété que possèdent certains corps de se polariser électriquement sous l’action d’une contrainte mécanique (c'est l'effet piézoélectrique direct) et réciproquement de se déformer lorsqu’on leur applique un champ électrique (effet piézoélectrique inverse). Le principe de la méthode de Berlincourt est basé sur l'effet piézoélectrique direct. Un coefficient piézoélectrique peut alors s'écrire de manière générale comme la dérivée de la polarisation par rapport à la contrainte :
{\displaystyle d_{ijk}=\left({\frac {\partial D_{i}}{\partial T_{jk}}}\right)_{E,\Theta }.}
Cette expression est générale et peut s'appliquer à n'importe quelle direction de polarisation et n'importe quelle contrainte, à condition de rester dans un domain de réponse linéaire. Dans le cadre de la méthode de Berlincourt, dans la grande majorité des cas, on applique une contrainte de compression cyclique suivant un axe noté {\displaystyle z}, ou 3 dans les notations standard. La variation de polarisation est mesurée selon ce même axe, de sorte que le coefficient piézoélectrique mesuré est un {\displaystyle d_{333}} abrégé en {\displaystyle d_{33}} grâce à la notation de Voigt.
Dans la pratique, les mesures parfaitement statiques sont difficiles et peu fiables. On réalise plutôt la mesure à basses fréquences, avec une force oscillante.
En notant {\displaystyle S} la surface de l'échantillon, on peut alors écrire  
{\displaystyle S{\frac {\mathrm {d} D_{3}}{\mathrm {d} t}}=d_{33}S{\frac {\mathrm {d} T_{3}}{\mathrm {d} t}}.}
ou encore
{\displaystyle i_{3}(t)=d_{33}{\frac {\mathrm {d} F_{3}}{\mathrm {d} t}}.}
Le coefficient piézoélectrique {\displaystyle d_{33}} apparaît ainsi comme le rapport entre le courant mesuré entre les faces de l'échantillon et la dérivée de la force appliquée, et ceci indépendamment de la surface de l'échantillon.

## Réalisation pratique
L'échantillon à mesurer est coincé entre deux pièces métalliques et soumis à une contrainte cyclique. Un condensateur est connecté en parallèle, de sorte que le courant produit par l'effet piézoélectrique vient charger le condensateur. Une mesure de la tension aux bornes du condensateur permet de calculer la charge totale et de remonter au coefficient piézoélectrique {\displaystyle d_{33}}. L'amplitude de la contrainte appliquée est mesurée selon un principe analogue, à l'aide d'un élément piézoélectrique connu placé en série avec l'échantillon.
La fréquence de la contrainte appliquée varie habituellement entre 10 Hz et 1 kHz. Elle est limitée aux basses fréquences par le système de mesure de la charge électrique et sa stabilité sur le temps de la mesure. Aux hautes fréquences, c'est le système d'application de la force sur l'échantillon, lequel repose sur le principe du haut-parleur, qui limite la fréquence de fonctionnement. De plus, le système de chargement dans son ensemble peut présenter des fréquences de résonance mécanique qui interfèrent avec la mesure. Des anomalies peuvent être également constatées pour des fréquences multiples des 50 Hz du réseau électrique du fait d'une isolation électrique imparfaite de l'appareil de son environnement.
L'échantillon est soumis à une contrainte statique afin de le plaquer contre le support. Les valeurs recommandées par les constructeurs d'appareils commerciaux pour cette force de « préchargement » sont de l'ordre de 10 N, mais il n'existe pas de norme stricte, ni en général de moyen de mesurer précisément cette force avec ces appareils. Elle peut avoir une influence sur le résultat de la mesure, selon le matériau.

## Difficultés et limites de la méthode
Il n'existe pas de norme sur la procédure exacte de mesure, aussi les résultats peuvent-ils présenter des variations d'un laboratoire à l'autre.
Les limites de cette technique tiennent à la difficulté de produire dans l'échantillon une contrainte parfaitement homogène. La forme des contacts est importante : un contact en pointe aura tendance à créer des contraintes inhomogènes. À l'inverse, un contact plat tendra à créer des contraintes latérales à cause des effets de frictions et fera baisser la valeur mesurée. Cet effet peut être pris en compte et corrigé grâce à des modèles numériques ou analytiques,. 
De plus, cette méthode reste incomplète : les appareils commerciaux ne permettent la mesure que d'un seul coefficient piézoélectrique {\displaystyle d_{33}}. Elle peut être modifiée pour permettre la mesure du coefficient {\displaystyle d_{31}}. Or, il faut au minimum trois coefficients pour caractériser complètement les propriétés piézoélectriques d'un matériau.